# Kanfanar
Kanfanar (tal. Canfanaro) je općina u Jadranskoj Hrvatskoj. Nalazi se u Istarskoj županiji.

## Općinska naselja
Kanfanar se sastoji od 22 naselja (stanje 2006.), to su: Barat, Brajkovići, Bubani, Burići, Červari, Draguzeti,  Dubravci, Jural, Kanfanar, Korenići, Kurili, Ladići, Marići, Maružini, Matohanci, Mrgani, Okreti, Pilkovići, Putini, Sošići, Šorići, Žuntići.

## Zemljopis
Kanfanar je naselje i općinsko središte u Istarskoj županiji. Status općine dobio je 1993., a prije toga administrativno je pripadala Rovinju. Općina obuhvaća naselja Burići, Marići i Maružini. Kao općina obuhvaća dio Prekodrage s naseljima Korenići, Ladići, Dubravci, Barat, Draguzeti, Červari, Mrgani i Jural i do Limskog kanala s naseljima Okreti, Pilkovići, Kurili, Brajkovići, Matuhanci, Sošići, Bubani, Žuntići, Šorići i Putini. Postao je veliko raskrižje cesta odkada je 1999. godine izgrađen Istarski ipsilon, a prije je bio i željezničko čvorište (od 1874. – 1966. kada je ukinuta pruga Kanfanar – Rovinj). Nalazi se na nadmorskoj visini od 284 m. Prostire se na površini od 60 kvadratnih kilometara. Graniči s općinama, odnosno gradovima: Rovinj, Bale, Svetvinčenat, Žminj, Sveti Lovreč, Vrsar i Tinjan, dok preko Limskog kanala ima izlaz na Jadransko more.

## Klima
Klima je blago mediteranska s 2300 sunčanih sati godišnje. Maksimalne temperature u srpnju i kolovizu dostignu i 35 °C. Minimalne temperature registrirane u veljači su oko 10 °C.

## Stanovništvo
Po popisu stanovništva iz 2001. godine, općina Kanfanar imala je 1457 stanovnika, raspoređenih u 20 naselja:
- Barat – 69
- Brajkovići – 84
- Bubani – 53
- Burići – 81
- Červari / Draguzeti – 41
- Dubravci – 10
- Jural – 15
- Kanfanar – 473
- Korenići – 40
- Kurili – 31
- Ladići – 40
- Marići – 121
- Maružini – 78
- Matohanci – 69
- Mrgani – 45
- Okreti – 38
- Putini – 46
- Sošići – 57
- Šorići – 41
- Žuntići – 25

| broj stanovnika | 1810  | 1842  | 1992  | 2207  | 2557  | 2958  | 2970  | 3014  | 2595  | 2483  | 2269  | 1943  | 1713  | 1574  | 1457  | 1543  | 1498  |
|                 | 1857. | 1869. | 1880. | 1890. | 1900. | 1910. | 1921. | 1931. | 1948. | 1953. | 1961. | 1971. | 1981. | 1991. | 2001. | 2011. | 2021. |

| broj stanovnika | 807   | 821   | 526   | 567   | 721   | 766   | 1279  | 1286  | 563   | 549   | 589   | 528   | 500   | 535   | 473   | 507   | 485   |
|                 | 1857. | 1869. | 1880. | 1890. | 1900. | 1910. | 1921. | 1931. | 1948. | 1953. | 1961. | 1971. | 1981. | 1991. | 2001. | 2011. | 2021. |

## Uprava
Dosadašnji načelnici općine:
- Mario Červar,
- Graciano Sironić,
- Antun Modesto
- Sandro Jurman

## Povijest
Područje je bilo naseljeno u prapovijesti, u rimsko doba i u srednjem vijeku. Toponim se spominje 1096. u ispravi akvilejskog patriarha. Posebno je poznat susjedni Dvigrad, danas ruševina, koji je bio u 17. stoljeću napušten zbog kuge. Stanovništvo se preselilo u Kanfanar i druga sela. 1714. se je i kaptol dvigradske crkve preselio u Kanfanar.
Kanfanar je gospodarsko ojačao izgradnjom željeznice Divača – Pula s odvojkom Kanfanar – Rovinj 1876. Nakon ukinuća pruge za Rovinj, 1966. vezao se za cestovni promet, kada je bila modernizirana cesta u Rovinju. osobito dobiva na značenju izgradnjom Istarskog ipsilona 1999., jer je u blizini veliko raskrižje i spoj zapadnog i istočnog kraka autoceste. U 2005. i 2006. tu se gradi Tvornica duhana, koja se seli ovamo iz Rovinja.
Područje je poznato po velikom kamenolomu, koji tu djeluje još iz doba gradnje željeznice. Spada u kategoriju tvrdih vapnenaca i najpoznatiji je arhitektonsko-građevinski kamen iz Istre.
Nacionalsocijalisti su, temeljem namještenoga sudskoga postupka, na glavnom kanfanarskom trgu 9. veljače 1944. objesili tadašnjega župnika Marka Zelka, po kojemu taj trg danas nosi ime.

## Gospodarstvo
- Kamenolom
- Tvornica duhana Rovinj
- Istragrafika
- Ugostiteljstvo i turizam
- Obrt

## Poznate osobe
- Miroslav Bulešić, svećenik i mučenik (Čabrunići, 13. svibnja 1920. – Lanišće, 24. kolovoza 1947.). Službovao u Kanfanaru 1945. – 1947.
- Anton Cerin, gospodarstvenik (Mrgani, 5. lipnja 1943. – Rovinj, 7. prosinca 1994.)
- Franjo Glavinić, svećenik franjevac, književnik i historiograf (Kanfanar, 23. lipnja 1585. – Trsat, 6. prosinca 1652.)
- Ivan Rabar, povjesničar i pedagog (Ladići, 7. travnja 1851. – Zagreb, 5. studenoga 1919.)
- Petar Studenac, hrv. pjesnik, svećenik i preporoditelj, (Rijeka, 31. siječnja 1811. – Kanfanar, 24. svibnja 1898.)
- Marko Zelko, svećenik (Višnjan, 1893. – Kanfanar, 9. veljače 1944.). Njemački okupator ga je osudio na smrt 8. veljače 1944. g., a obješen 9. veljače 1944. godine.
- Marin Vidulin, hrv.  nogometni sudac

## Obrazovanje
- Osnovna škola Kanfanar
- Astronomska udruga Vidulini

## Kultura
Tradicionalna manifestacija Jakovlja.

## Šport
- NK Kanfanar, 2. ŽNL Istarska (2011./12.)
- Automobilistička Nagrada Kanfanara
- Kanfanar je mjesto održavanja jedne etape Rallyja Poreč.[5]

## Vanjske poveznice
- Službene stranice Općine Kanfanar
- Službene stranice župe Kanfanar  Arhivirana inačica izvorne stranice od 26. rujna 2011. (Wayback Machine)